# Castanopsis cerebrina
Castanopsis cerebrina är en bokväxtart som först beskrevs av Paul Robert Hickel och Aimée Antoinette Camus, och fick sitt nu gällande namn av Euphemia Cowan Barnett. Castanopsis cerebrina ingår i släktet Castanopsis och familjen bokväxter. Inga underarter finns listade.